# Jezioro Myśliborskie Małe
Jezioro Myśliborskie Małe także Jezioro Małomyśliborskie (do 1945 niem. Kleiner Mützelburger See) – jezioro śródleśne w Puszczy Wkrzańskiej, gminie Nowe Warpno, powiecie polickim, w miejscowości Myślibórz Wielki, blisko granicy polsko-niemieckiej.

## Charakterystyka
Jezioro typu linowo-szczupakowego, pow. 41,4 ha, głębokość ok. 2 m. Połączone kanałem z Jeziorem Myśliborskim Wielkim.
W 1949 roku wprowadzono urzędowo rozporządzeniem Ministra Administracji Publicznej polską nazwę Jezioro Małomyśliborskie, zmieniając poprzednią niemiecką nazwę jeziora – Kleiner Mültzelburger See.